# Hamsterfamilien
Studsmusene (Cricetidae) er en familie af gnavere. Det er den næststørste gnaverfamilie, og de knap 600 arter er udbredt i Amerika og Eurasien. Familien er opdelt i 5 underfamilier. I forhold til de ægte mus har studsmusene en mere kompakt legemsbygning, der giver dem et afstudset udseende.
Familien er også kaldt hamsterfamilien, hvor kun underfamilien Arvicolinae kaldes studsmus.

## Udseende
Hovedet er bredt, snuden ret kort, og ørerne er korte, ofte helt skjult i pelsen. Øjnene er små og benene forholdsvis korte. På forpoten findes fire tæer og på bagpoten fem tæer. Halen er forholdsvis kort og hos de fleste arter er den dækket af hår.
I tandsættet findes i alt fire fortænder, der er rodåbne, det vil sige at de er uden rod og kan vokse i hele dyrets levetid. Desuden findes 12 kindtænder fordelt med tre i hver kæbehalvdel. De er højkronede og stærkt foldede. Kindtænderne er rodåbne eller har korte, svage rødder.

## Systematik

### Underfamilier
Studsmusene inddeles i fem underfamilier
- Arvicolinae (fx markmus, lemming og bisamrotte)
- Cricetinae (hamstere)
- Neotominae (nordamerikanske mus og rotter)
- Sigmodontinae (376 arter i Den Nye Verden, især Sydamerika)
- Tylomyinae (10 arter i Den Nye Verden)

### Danske arter
Alle danske arter af studsmus tilhører underfamilien Arvicolinae.
- Markmus (Microtus agrestis)
- Sydmarkmus (Microtus arvalis)
- Rødmus (Clethrionomys glareolus)
- Mosegris (Arvicola amphibius)
- Bisamrotte (Ondatra zibethicus)